# 德吕 (默兹省)
德吕（法語：Delut，法語發音：[dəly]）是法国默兹省的一个市镇，属于凡尔登区。

## 地理
德吕（49°24'30"N, 5°25'55"E）面积9.18 平方千米，位于法国大東部大區默兹省，该省份为法国西北部内陆省份，北与比利时接壤，西接马恩省和阿登省，南至上马恩省和孚日省，东临默尔特-摩泽尔省。
与德吕接壤的市镇（或旧市镇、城区）包括：大法伊、栋布拉、雅梅、马尔维尔、勒穆瓦维尔、奥坦河畔吕、维塔尔维尔。

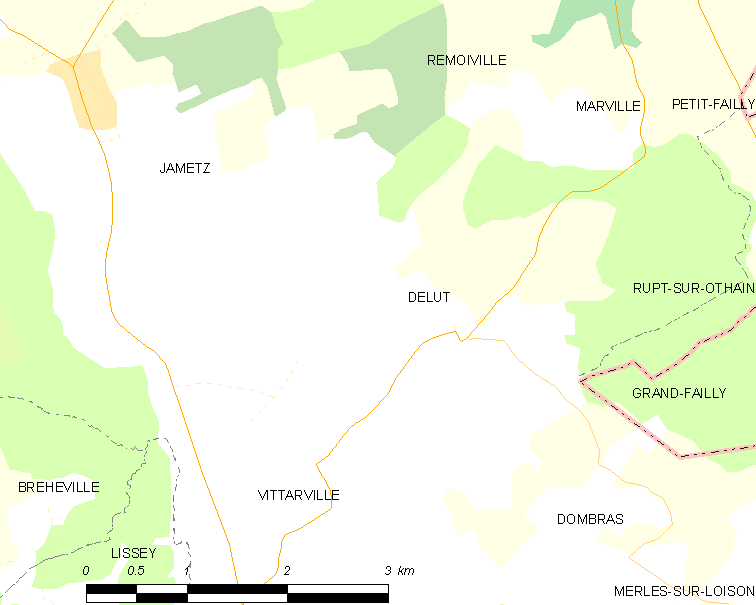
的OSM定位图

德吕的时区为UTC+01:00、UTC+02:00（夏令时）。

## 行政
德吕的邮政编码为55150，INSEE市镇编码为55149。

## 政治
德吕所属的省级选区为蒙梅迪县。

## 人口

1962-2008年间人口变化图示

德吕于2022年1月1日时的人口数量为126人。